# Khamis Esmaeel
Khamis Esmaeel Zayed (16 agosto 1989) è un calciatore emiratino, centrocampista dell'Al-Bataeh.

## Carriera

### Club
Ha giocato nella prima divisione emiratina.

### Nazionale
Ha partecipato ai Giochi Olimpici di Londra 2012, scendendo in campo in tutte e 3 le partite disputate dalla sua nazionale senza mai segnare.
Ha partecipato alla Coppa d'Asia del 2015 ed a quella del 2019.

## Statistiche

### Cronologia presenze e reti in nazionale
| Cronologia completa delle presenze e delle reti in nazionale ― Emirati Arabi Uniti | Cronologia completa delle presenze e delle reti in nazionale ― Emirati Arabi Uniti | Cronologia completa delle presenze e delle reti in nazionale ― Emirati Arabi Uniti | Cronologia completa delle presenze e delle reti in nazionale ― Emirati Arabi Uniti | Cronologia completa delle presenze e delle reti in nazionale ― Emirati Arabi Uniti | Cronologia completa delle presenze e delle reti in nazionale ― Emirati Arabi Uniti | Cronologia completa delle presenze e delle reti in nazionale ― Emirati Arabi Uniti | Cronologia completa delle presenze e delle reti in nazionale ― Emirati Arabi Uniti |
| Data                                                                               | Città                                                                              | In casa                                                                            | Risultato                                                                          | Ospiti                                                                             | Competizione                                                                       | Reti                                                                               | Note                                                                               |
| ---------------------------------------------------------------------------------- | ---------------------------------------------------------------------------------- | ---------------------------------------------------------------------------------- | ---------------------------------------------------------------------------------- | ---------------------------------------------------------------------------------- | ---------------------------------------------------------------------------------- | ---------------------------------------------------------------------------------- | ---------------------------------------------------------------------------------- |
| 05-01-2019                                                                         | Abu Dhabi                                                                          | Emirati Arabi Uniti                                                                | 1 – 1                                                                              | Bahrein                                                                            | Coppa d'Asia 2019 - 1º turno                                                       | -                                                                                  | 36’ 81’                                                                            |
| 10-01-2019                                                                         | Abu Dhabi                                                                          | India                                                                              | 0 – 2                                                                              | Emirati Arabi Uniti                                                                | Coppa d'Asia 2019 - 1º turno                                                       | -                                                                                  | 63’                                                                                |
| 21-01-2019                                                                         | Abu Dhabi                                                                          | Emirati Arabi Uniti                                                                | 3 – 2 dts                                                                          | Kirghizistan                                                                       | Coppa d'Asia 2019 - Ottavi di finale                                               | 1                                                                                  | 78’                                                                                |
| 29-01-2019                                                                         | Abu Dhabi                                                                          | Qatar                                                                              | 4 – 0                                                                              | Emirati Arabi Uniti                                                                | Coppa d'Asia 2019 - Semifinale                                                     | -                                                                                  |                                                                                    |
| Totale                                                                             |                                                                                    | Presenze                                                                           | 4                                                                                  |                                                                                    | Reti                                                                               | 1                                                                                  |                                                                                    |

## Palmarès

### Club

#### Competizioni nazionali
- Campionato emiratino: 1

Al-Jazira: 2010-2011
- Coppa del Presidente degli Emirati Arabi Uniti: 4

Emirates: 2009-2010
Al-Jazira: 2010-2011, 2011-2012, 2015-2016
- Supercoppa degli Emirati Arabi Uniti: 1

Al-Ahli: 2016
- UAE Arabian Gulf Cup: 1

Al-Ahli: 2016-2017